# Archetyp (filologia)
Archetyp – termin z dziedziny krytyki tekstu i filologii klasycznej. Archetyp w "stemma codicum" jest to najstarszy kodeks, od którego pochodzą wszystkie inne kolacjonowane kodeksy zawierające przekaz danego dzieła.